# Лугуру (язык)
Лугуру (килугуру, чилугуру) — один из языков банту, на нём говорят представители одноимённого народа в области Морогоро (Танзания). Тесно связан с гого и зарамо, но взаимопонимание невозможно с носителями других родственных языков.
Социолингвистический статус языка лугуру считается благополучным, на нём говорят представители всех возрастных групп.